# فدرالية جبهة التحرير الوطني في فرنسا
فدرالية جبهة التحرير الوطني في فرنسا ويُطلق عليه أحيانًا اسم "الولاية السابعة"، هي منظمة تابعة لجبهة التحرير الوطني على الأراضي الفرنسية أثناء الحرب الجزائرية، ومجهزة بجهاز بيروقراطي عسكري، يهدف إلى تعبئة الجالية الجزائرية في العاصمة الفرنسية بغية السيطرة على جميع جوانب حياتهم تحسبا لعودتهم إلى الجزائر المستقلة.
في عام 1954 انطلقت المنظمة بقيادة محمد لبجاوي، وكانت مهمتها الرئيسية في البداية هي إبعاد الجالية الجزائرية في فرنسا عن تأثير MNA الذي يجسده الزعيم الوطني مصالي الحاج. أسفرت الحرب بين الأشقاء التي شنتها مجموعات الصدمة لجبهة التحرير الوطني وحركة MNA المنافسة من خلال "تصفية الحسابات" المميتة للغاية عن أكثر من 4000 حالة وفاة و12000 جريح. تولى الاتحاد الفرنسي زمام الأمور بشكل نهائي في عام 1958. ثم قاده عمر بودود وعلي هارون. إنها المرة الأولى في التاريخ التي تقوم فيها حركة استقلال بهجمات على أرض المستعمر.
يحاول اتحاد فرنسا التأثير على الرأي العام والمثقفين والأوساط السياسية الفرنسية. كما أنها تستعد لفتح جبهة ثانية من قبل نظام التشغيل. في الفترة من 25 أوت إلى 27 سبتمبر 1958، نفذت قوات الكوماندوز التابعة لها 56 عملية تخريبية في فرنسا و242 هجوماً ضد 181 هدفًا اقتصاديًا أو عسكريًا أو سياسيًا، دون اللجوء إلى الإرهاب الأعمى. استهدفت هجمات أكثر انتقائية في عامي 1960 و1961 ضباط الشرطة المساعدين، حركات مقر شرطة باريس. وخلال مفاوضات عام 1961 بين فرنسا والحكومة المؤقتة الجزائرية، علق الاتحاد الهجمات في 5 يوليو، ثم استأنفها ضد الشرطة، التي ردت بعنف من نهاية أغسطس. في 17 أكتوبر، نظمت مظاهرات احتجاجية سلمية ضد حظر التجول المفروض على "مسلمي فرنسا" من قبل قائد شرطة باريس موريس بابون. الحكومة، التي تريد استئناف المفاوضات من موقع القوة، تتستر على قمع شرس أمر به أو تغاضى عنه الحاكم، مما أدى إلى تقييم مثير للجدل (عشرات القتلى ومئات الجرحى، من بين أكثر من 11000 متظاهر اعتقلوا ). إذا لم تقلد معركة باريس الإرهاب الأعمى لمعركة الجزائر، فإن "الولاية السابعة" لم تكن الأقل فاعلية. وكانت الحرب الجزائرية في فرنسا مميتة للجزائريين تقريبًا مثل الحرب في الجزائر نفسها.

## تاريخ

### المسار التاريخي لتأسيس فيدرالية جبهة التحرير الوطني بفرنسا.
مرت فيدرالية (ج. ت. و) بفرنسا من (1954م-1962م) بأربعة مراحل تاريخية على النحو التالي:

#### المرحلة الأولى نوفمبر 1954م إلى غاية 1956م.
تؤكد المصادر التاريخية أن أول خلية لفيدرالية (ج. ت. و) بفرنسا كانت بداية نوفمبر 1954م إلى غاية 1956م وتتكون الفيدرالية الأولى من:
1. الرئيس مراد طربوش،
2. بن سالم نور الدين،
3. أحمد دوم،
4. غراس عبد الرحمان،
5. الونشي صالح،
6. ماضي محمد،
7. السويسي عبد الكريم،
8. أحمد طالب الإبراهيمي ،

لكن هذه الفيدرالية لم تدم فترة طويلة بسبب إلقاء القبض على أحد قادتها وهو أحمد محساس، مما أدى إلى تفكك هذه الفيدرالية ،وفي شهر ماي 1955م تشكلت هيئة جديدة من اتحادية (ج. ت. و) وتكونت من أربعة أشخاص، تم توزيعهم على مناطق مختلفة من التراب الفرنسي، إذ تم تعيين:
1. محمد مشاطي شرق فرنسا،
2. عبد الرحمان غراس في الجنوب والوسط،
3. فضيل بن سالم في الشمال،
4. أما باريس فقد أسندت مهامها إلى أحمد دوم.

#### المرحلة الثانية ديسمبر 1956-فيفري 1957
جاءت هذه المرحلة بعد إلقاء القبض على أغلبية الأعضاء الذين كانوا يشكلون النواة الأولى، وبعد قرار لجنة التنسيق والتنفيذ بتعيين قياديين جدد على رأس الفيدرالية، حيث أوفد عبان رمضان المناضل محمد لبجاوي، لإعادة تكوين الفيدرالية من جديد.
وضمت الفيدرالية في صيغتها الثانية كل من :
1. محمد البجاوي،
2. سعيد بوعزيز،
3. الطيب بالحروف،
4. أحمد بومنجل،
5. قدور العدلاني،
6. حسين منجي،
7. عبد الكريم السوسي،

ومن أهم الوظائف التي كلفت بها لجنة التنسيق والتنفيذ محمد لبجاوي رئيس الفيديرالية الثانية نجد:
1. القيام بعمليات فدائية داخل التراب الفرنسي، كرد فعل على العمليات العسكرية ضد الشعب الجزائري في الداخل.
2. تصفية مصالي الحاج جسديا.

لكن هذه العمليات لم تنفذ بسبب إلقاء القبض على رئيس الفيدرالية محمد لبجاوي ومجموعته في فيفري 1957م

#### المرحلة الثالثة: (ماي 1957م-1958م).
بعد اعتقال أعضاء فيدرالية (ج. ت. و) الثانية بفرنسا، كلفت لجنة التنسيق والتنفيذ السياسي عمر بوداود بإعادة تشكيل مجلس فيدرالي بفرنسا يكون تحت قيادة منسقة ومنسجمة، ويضم هذا المجلس إلى جانب عمر بوداود كل من (بوعزيز السعيد، بومنجل، ومحمد حربي)، إضافة إلى (قدور العدلاني، وحسين منجي).
وتم تعيين عمر بوداود رئيسا للفيدرالية ابتداء من 10جوان 1958م، حيث سافر إلى باريس نهاية شهر جوان 1957م، وكانت مهمة بوداود كما حددها عبان رمضان تنحصر في 3 نقاط أساسية هي:
1. تعميم المساهمة المالية على كل المهاجرين الجزائريين.
2. التحكم في أوضاع المهاجرين الجزائريين المقيمين في فرنسا.
3. نقل الحرب إلى التراب الفرنسي

   ومن أجل تطبيق هذه التعليمات والأهداف، اتبع رئيس الفيدرالية الجديد عمر بوداود ومجموعته استراتيجية جديدة تمثلت في:
1. تعزيز الهياكل وتعبئة أفراد الجالية المهاجرة وإفشال عملية الاعتقال الفرنسية.
2. تأسيس التنظيم المسلح للفيدرالية

#### المرحلة الرابعة (1958م-1962م).

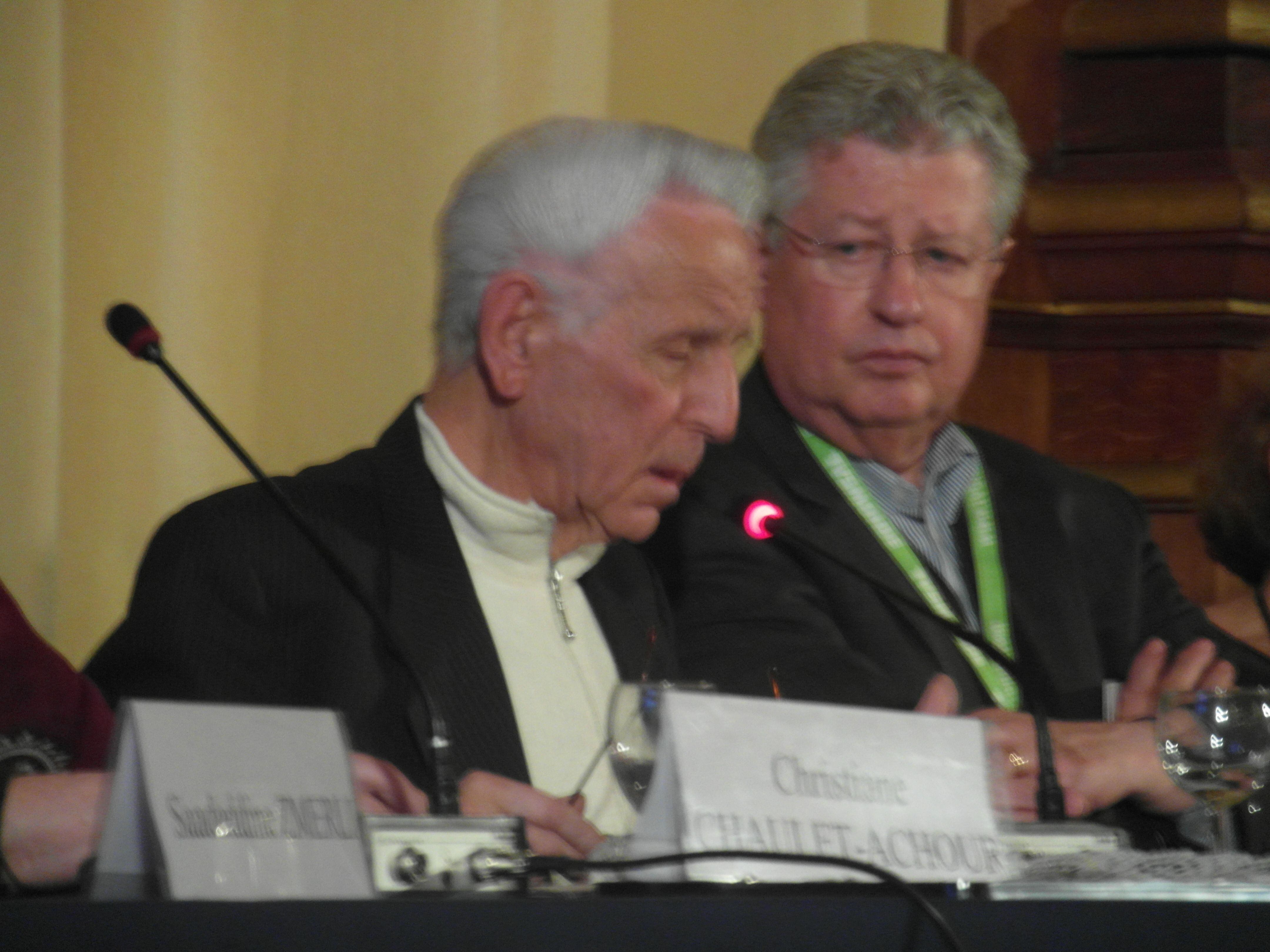
علي هارون

تكونت عام 1958م ضمت كل من (عمر بوداود، سعيد بوعزيز، علي هارون، قدور العدلاني وعبد الكريم السويسي، استمرت نشاطاتها إلى غاية استرجاع الاستقلال عام 1962م.
بقي على رأس هذه الفيدرالية عمر بوداود؛ لأن أساس مهمته التي عين من أجلها، هي نقل الحرب داخل التراب الفرنسي، من أجل زعزعة فرنسا، وتخفيف المجهود العسكري الكبير على جيش التحرير الوطني
وتعتبر المرحلة الرابعة مرحلة خطيرة، كما وصفها عمر بوداود، حيث تحملت العبء الأكبر نظرا للعمليات العسكرية والهيكلة الجديدة التي قام بها عمر بوداود التي أعقبت عام 1958م.

##### صراع جبهة التحرير الوطني مع الحركة الوطنية الجزائرية في فرنسا MNA

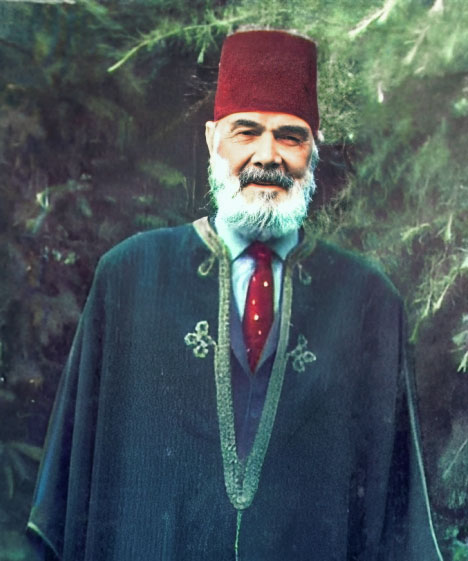
مصالي الحاج

ظل أغلب عمال المهجر يؤيدون مصالي الحاج، منذ أزمة حركة انتصار الحريات الديمقراطية 1953-1954م، حيث اعتقد المناضلون الجزائريون في المهجر أن مصالي الحاج هو من كان وراء العمليات التي وقعت ليلة الفاتح من نوفمبر 1954م، لذلك التحقت أعداد كبيرة في فرنسا وبلجيكا بـ الحركة الوطنية الجزائرية، التي أنشأها مصالي الحاج في05 ديسمبر 1954م، وبقيت السيطرة لهذه الحركة إلى غاية 1956م.
ونظرا لقوة شخصية مصالي الحاج، ووجوده لمدة طويلة عمدت (ج. ت. و) إلى تنبيه العمال المهاجرين والجالية الجزائرية بحقيقة المصاليين، وحثهم على ترك هذه الحركة، وهيكلتهم في (ج. ت. و)، مما أدى إلى دخول الطرفين في صراع دموي لأجل استمالة المهاجريين الجزائريين إلى إحدى الحركتين، وتجدر الإشارة إلى أن الجبهة تولت إقناع المصاليين بأن (ج. ت. و) هي من فجر ثورة أول نوفمبر، وأنها قائدة الثورة في كامل التراب الوطني، وليست (MNA)، وعليه يجب تنظيم نفس الكفاح وسط الجالية والعمال الجزائريين بفرنسا.
وكرد فعل قامت (MNA) باتهام (ج. ت. و) أنها قامت بفتح جبهة أخرى بفرنسا لممارسة أعمال العنف، وبالنسبة للجبهة التي تم فتحها في فرنسا، ردت أنها ضمن استراتيجية الحرب، للتأكيد على أن الجزائريين في الخارج رافضين التواجد الفرنسي الاستعماري في بلادهم.
وقد شنت (MNA) عدة اعتداءات على مناضلي (ج. ت. و) في عدة مناطق من فرنسا، وقتلت حوالي 150 مناضلا في منطقة باريس، بالإضافة إلى العديد من الجرحى، وفي شمال غرب فرنسا كان عدد الضحايا أكثر، وفي سنة 1957م اشتركت الشرطة الفرنسية في مساعدة المصاليين ضد الجبهة، لذلك وجد المهاجرون الجزائريون في فرنسا أن الصراع أصبح صراعا مع العدو الفرنسي، وصراعا جزائريا جزائري، فمن جهة كانت الجبهة تسعى لنقل الثورة إلى فرنسا، ومن جهة أخرى تحارب (MNA) المنافسة لها في تمثيل الشعب الجزائري.
والجدير بالذكر أن الصراع بين الجزائريين أدى إلى خسارة الجزائر عدد كبير من أفضل شبابها كانوا إطارات في حزب الشعب وحركة انتصار الحريات الديمقراطية، وطلبة جامعيين وعمال نقابيين، وفي فرنسا وقع هؤلاء المناضلين والإطارات في اعتداءات مع إخوانهم الجزائريين، أمام تشجيعات فرنسا ومساندتها لاتجاه ضد آخر، بهدف القضاء على الثورة الجزائرية.
الهيكل التنظيمي لفيدرالية جبهة التحرير بفرنسا بعد 1958م.

#### اللجنة الفيدرالية

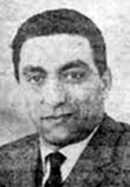
بولحروف الطيب

بعد دراسة الرئيس عمر بوداود لأوضاع الفيدرالية، قرر إعادة تنظيم اللجنة الفيدرالية، خاصة بعد مغادرة أحمد بومنجل والطيب بولحروف منها متوجهين إلى تونس، أدى هذا الوضع إلى انحصار أعضاء الفيدرالية في أربعة أعضاء، فاقترح تعيين محمد حربي الذي كان يقوم بتنشيط الصحافة والإعلام ومسعود قدروج المسؤول عن ولاية شمال فرنسا، ليصل أعضاء اللجنة إلى ستة أعضاء، أما منجي فبعد مغادرته كلف بالإشراف على الاتحاد العام للطلبة الجزائريين، والودادية العامة للعمال الجزائريين، ونظرا للمشاكل التي أحدثها محمد حربي في صفوف الفيدرالية ضد عمر بوداود، صدر ونفّد قرار إقصائه من اللجنة الفيدرالية.
وبعد أن تم الإفراج عن عبد الكريم السويسي في ماي 1958م، أصبحت فيدرالية فرنسا تتشكل من لجنة الخمسة، وكل عضو في اللجنة أسند إليه عمر بوداود مهمة خاصة وهي:
- عمر بوداود: رئيس الفيدرالية.
- قدور العدلاني، مسؤول عن التنظيم السياسي.
- سعيد بوعزيز: رئيس (OS).
- علي هارون: مكلف بالصحافة والإعلام.
- عبد الكريم السويسي: مكلف بالمالية

    وقد واصلت لجنة الخمسة العمل إلى غاية استقلال الجزائر سنة 1962م

#### التقسيم الجغرافي والإداري

##### التقسيم الجغرافي
من ناحية الهيكلة وعلى غرار التنظيم في الجزائر، قسمت فرنسا سنة 1960م إلى ست ولايات، رسمت حدودها تماشيا مع كثافة التواجد العمالي الجزائري، وقسمت الولايات إلى مناطق عظمى والمناطق العظمى إلى مناطق، وهذه إلى نواحٍ :
1. الولاية الأولى :وقد شكلت مدينة باريس الوسطى،
2. الولاية الثانية : وسميت ضواحي باريس ،
3. الولاية الثالثة : فكانت تغطي مناطق ليون ولوفيرني وسافو،
4. الولاية الرابعة : تشمل جنوب فرنسا،
5. الولايةالخامسة: شرق فرنسا
6. الولايةالسادسة : شمال فرنسا

وفي سنة 1961 تم تقسيم فرنسا إلى 07 ولايات؛ بعد أن ألحقت بفرنسا سويسرا وألمانيا وبلجيكا

##### التقسيم الإداري
إن البرنامج الضخم الذي تولت تنفيذه القيادة الجديدة لفيدرالية الجبهة بفرنسا تطلب تجنيد أعضائها بالعمل ليل نهار في إطار السرية والشجاعة والإصرار من أجل ضم العمال المهاجرين، والجالية الجزائرية إلى (ج. ت. و)، وحددت لنفسها خطة دقيقة ينفذها طاقم بشري وإداري يتولى المهام التالية:
- المراقبة الدقيقة للعمال المهاجرين، واختيار عناصر الثقة التي صنفت حسب درجة الولاء والخدمة المقدمة (48) إلى ثلاث أصناف:
- المتعاطفون: يمكن للمتعاطف ان يرتقي إلى صفة منخرط، إذا ما برهن على الشجاعة والإيمان بالثورة، ومستعد لكل عمل فدائي، ويقوم بتحضير الاجتماعات وتوزيع المناشير وحراسة إطارات الجبهة السياسية والعسكرية.
- المنخرطون: يكون المنخرط مستعد للتضحية والعمل الفدائي، وعندئذ يسمح له بالمشاركة في التكوين النظري والتطبيقي، ليرتقي إلى صفة مناضل.
- المناضلون: يكون المناضل مستعد للانضمام إلى وحدات جيش التحرير الوطني، وبذلك يمكن ان يكون مسؤولا، أو رئيس فوج أو خلية أو قائد ولاية أو عضو في اللجنة الفيدرالية بفرنسا (
- تعميم جباية الاشتراك لضمان المال للفيدرالية والجبهة معا.
- إنشاء المنظمات الجماهيرية مثل الودادية العامة للعمال الجزائريين، والودادية العامة للتجار الجزائريين.
- إعادة تشكيل (OS) للقضاء على الخونة والحركى، والقيام بعمل عسكري تخريبي

   وفي سنة 1957م كان مجموع الأعضاء في (ج. ت. و) عددهم حوالي 2000، موزعين على ثلاث مناطق، وكل منطقة مقسمة إلى نواحي، وأقسام ومجموعات وخلايا

#### المنظمة الخاصة (OS)
كانت المهمة التي عين من أجلها رئيس الفيدرالية عمر بوداود سنة 1958م تتمثل في نقل الحرب إلى داخل التراب الفرنسي، لذلك شكل عمر بوداود منظمة عسكرية خاصة، ظهرت معالمها الأولى سنة 1957م، وضمت هذه المنظمة الفروع التالية:
1. فرع التخريب والنشاط المسلح: تمثل دوره في التخطيط للعمليات الفدائية وتنفيذها، واختيار العناصر الشابة الذين تتوفر فيهم شروط معينة كالبنية القوية واللياقة البدنية.
2. فرع الإمداد: مهمته الأساسية تسليح (OS) وتموينها، وذلك عن طريق القيام بصفقات لشراء السلاح مع دول مختلفة منها أوروبا الشرقية
3. فرع المخابرات: أسند هذا الفرع لنائب مسؤول المنظمة وهو السيد ناصر الدين آيت مختار المدعو مجيد، الذي عمل مع فريق مكون من سياسيين أمثال عبد الرحمان فارس وبوعلام إسطنبولي، الذين كلفوا بنقل الأخبار ذات الطابع السياسي والاقتصادي والعسكري.

ونظرا لأهمية المنظمة تمت هيكلتها الإدارية والسياسية على النحو التالي:
1. الخلية: تتكون من مسؤول وفدائيين اثنين.
2. الفوج: يتكون من مسؤول وخليتين.
3. الفصيلة: تتكون من مسؤول وفوجين.
4. السرية: تتكون من مسؤول وفصيلتين أو أكثر.
5. الكتيبة: وتتكون من مسؤول وسريتين أو أكثر.

   وكانت فيدرالية فرنسا منطلقا لنشاطات امتدت هيكلتها إلى ما وراء الحدود الفرنسية، لتشمل بلدانا أوروبية كثيرة، فنجد محطات الجبهة وشبكاتها في بلجيكا وسويسرا وألمانيا على وجه الخصوص، ففي ربيع 1958م، قرر عمر بوداود نقل مقر إدارة (ج. ت. و) إلى ألمانيا، لكي ينجح عمل الفيدرالية، كما انتقل نشاطها شرق إيطاليا وغرب إسبانيا، كل هذه البلدان كانت تتوفر بها أسواق الأسلحة والمعدات التي كان جيش التحرير بحاجة إليها.

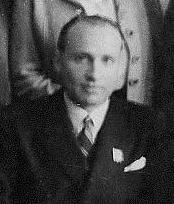
ماوريس بابون

### نشاط فيدرالية جبهة التحرير الوطني بفرنسا(1958م-1962م).

#### النشاط العسكري للفيدرالية
نفذ جيش التحرير الوطني الجزائري ما كان قد هدّد به من نقل الحرب إلى الأراضي الفرنسية، ويظهر ذلك جليا من خلال هجومات 25 أوت 1958م، عندما قامت مجموعات من الفدائيين الجزائريين بالهجوم على عدد من الأقاليم الفرنسية.
قام الجنرال ديغول بتعيين موريس بابون على رأس محافظة شرطة باريس، وإعطائه صلاحيات كاملة تمكنه من القضاء على تنظيم (ج. ت. و) بباريس، وتفكيكها وإعادة الطمأنينة لسكان باريس.
وقد تميزت هجمات الوطنيين الجزائريين في فرنسا بالدقة والقوة والتنسيق في باريس وفي جنوب فرنسا، إذ خلال ثلاث ساعات قامت (ج. ت. و) بارتكاب عدة أعمال فدائية على مستوى كامل التراب الفرنسي، ففي منطقة لوهافر تمت أعمال فدائية فيها وإحراق مستودع للبنزين ومصفاة بترول، واستهدفت هذه الأعمال التخريبية أيضا مدينة مرسيليا، ثاني مدن فرنسا بعد باريس، ناريون وتولوز وجانفي تم إحراق مستودعات البنزين فيها، قدرت الخسائر بأكثر من 150 مليون فرنك فرنسي.
وقد صرح فرحات عباس لوكالة أسوشتيد برس الأمريكية في 25 أوت 1958م قائلا:
| فدرالية جبهة التحرير الوطني في فرنسا | إن نقل الحوادث إلى قلب فرنسا كان قد تقرر بعد حوادث 13 ماي 1958م، وقد أعطينا أوامر بخصوص حياة البشر التي يجب أن تحترم | فدرالية جبهة التحرير الوطني في فرنسا |

وقد عبرت الصحافة المصرية عن نشاط الثوار الجزائريين داخل فرنسا وكتبت عناوين بارزة على صفحاتها
| فدرالية جبهة التحرير الوطني في فرنسا | «المجاهدون يدمرون قطار إمداد فرنسي، الجزائريون ينسفون مستودعات البترول في فرنسا، اشتعال النار في مستودع لتخزين لبترول في مدينة "آل" جنوب فرنسا، 08 قتلى و23 جريح بالنسبة لخسائر الفرنسيين... | فدرالية جبهة التحرير الوطني في فرنسا |

وبدءا من 28 أوت شرعت السلطات الفرنسية في تطبيق مخطط العمل، وذلك بإسناد الحراسة إلى قوات الجيش، وإلغاء الإجازات بالنسبة لأعوان الأمن، وذلك لمواجهة الوضع المتدهور.
وقامت أيضاً قوات الشرطة الفرنسية بحملة إرهابية عنيفة ضد الجزائريين في فرنسا، وقد قتل منهم ثلاثة برصاص الشرطة عندما احتجوا على اعتقالهم وتعذيبهم
وبالرغم من عمليات التعذيب والإجرام التي قامت بها الشرطة الفرنسية ضد الجزائريين المغتربين، إلا أن المناضلين الجزائريين واصلوا الكفاح العسكري في فرنسا حتى 05 جويلية 1961م، عندما وجهت فيدرالية (ج. ت. و) تعليمات لمناضليها عبر كافة التراب الفرنسي، تدعوهم بإيقاف النشاط العسكري التخريبي، فوق كامل التراب الفرنسي

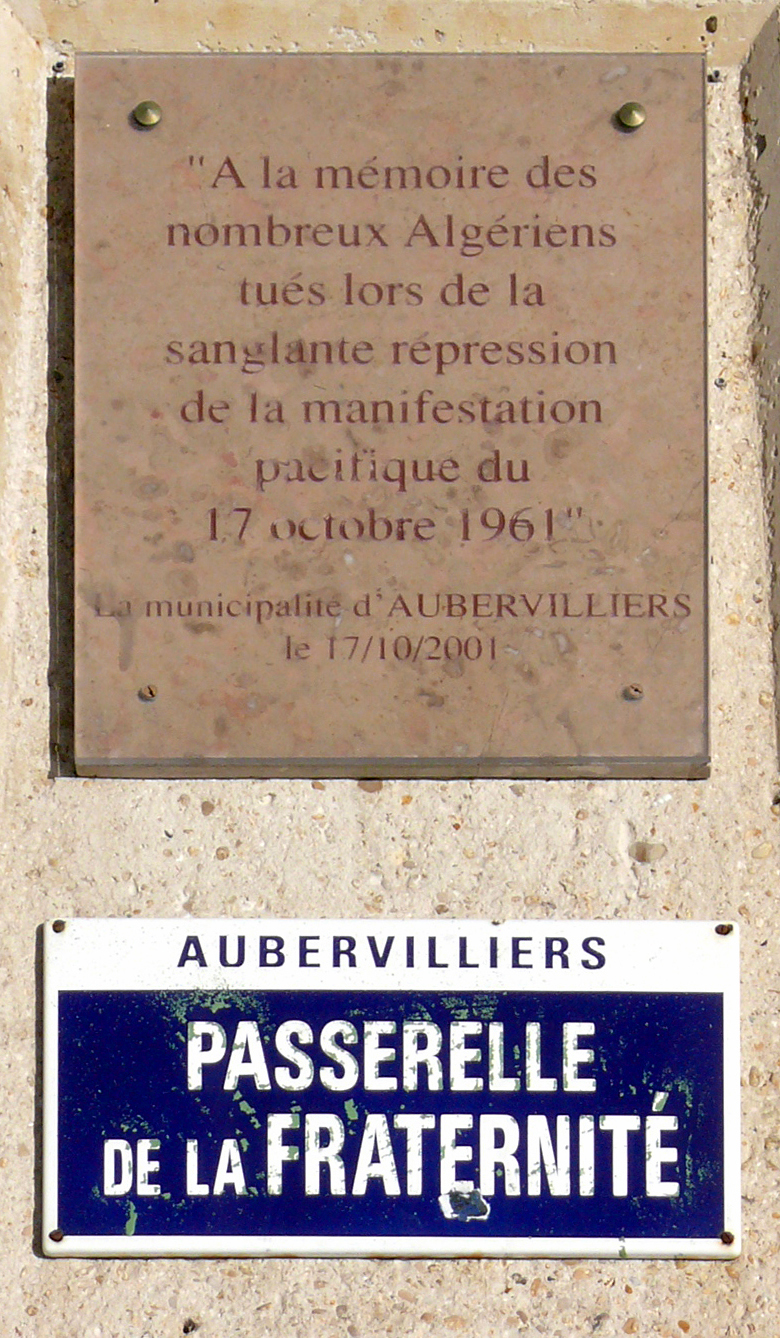
لوحة تذكارية للجزائريين الذين قتلوا في يوم 17أكتوبر1961 من قبل ضبّاط الشرطة الباريسية العاملين تحت أوامر حاكم الشّرطة، موريس بابون

#### النشاط السياسي للفيدرالية مظاهرات 17 أكتوبر 1961م
بعد العمليات العسكرية التي نفذتها فيدرالية (ج. ت. و) بفرنسا في 25 أوت 1958م، عملت مصالح الأمن الفرنسية على تضييق الخناق على تنظيم الجبهة وقادتها، كان ذلك في عهد موريس بابون، الذي عيّن محافظ شرطة مطلع سنة 1958م، حيث قام بزرع جواسيسه في كل الأماكن التي يقطن بها عدد من الجزائريين، وشل حركة المناضلين الجزائريين، لجأ موريس بابون إلى فرض حظر تجول، على المهاجرين الجزائريين، ابتداءً من الساعة الثامنة مساءً إلى الخامسة والنصف صباحاً، وللخروج من هذا الوضع التعسفي العنصري المفروض عليهم، تلقى المناضلون تعليمات من فيدرالية (ج. ت. و) بفرنسا، وهي الخروج في مظاهرة سلمية في شوارع فرنسا يوم الثلاثاء 17 أكتوبر 1961م، وبالرغم من برودة الجو خرج تقريباً كل الجزائريين القاطنين بباريس وضواحيها بدءً من الساعة الثامنة ليلاً، ينددون بمنع التجوال والتمييز العنصري وينادون بحياة الحكومة المؤقتة للجمهورية الجزائرية.
وبأمر من موريس بابون؛ هاجمت الشرطة المتظاهرين، وأجهزت عليهم بالرصاص دون تمييز بين الرجال والنساء والأطفال، فنمهم من قتلوا في الممرات ومنهم من تم القبض عليهم وقتلوا تحت التعذيب، ومنهم من بقي رهن الاعتقال، ومنهم من تم رميهم في نهر السين المياه الباردة مكتفي الأيدي حتى لا تكتب لهم النجاة، وقد عرف فيما بعد أن هناك العديد من أفراد الشرطة الفرنسية من الذين ينتمون لمنظمة الجيش السري، يحملون حقداً ضد العنصر الجزائري لذلك قاموا بقتلهم بأبشع الوسائل، هذا بالرغم من طابع اللاعنف في المظاهرات.
أما في المدن الفرنسية الأخرى فقد تقرر تعميم هذه المظاهرات وتنظيمها في كافة المدن الفرنسية من دانكيرك بالشمال إلى مرسيليا بالجنوب وما جاورها، وفي شرق فرنسا وقعت مظاهرات في كل من لونغوي وموزيل وتونفيل وهم يهتفون: "تحيا الجزائر، تسقط العنصرية، الاستقلال الكامل للجزائر".
وفي مدينة ليون قامت حوالي 400 امرأة من الجزائريات مع أبنائهن بمظاهرة وهن يحملن لافتات بعنوان "أطلقوا سراح أزواجنا"، فقامت الشرطة الفرنسية بتفريقهن.
وقد أصدرت الحكومة المؤقتة بياناً حول القمع الذي واجهت به الشرطة الفرنسية المتظاهرين ومما جاء فيه:
| فدرالية جبهة التحرير الوطني في فرنسا | قد تضخم هذا القمع والاضطهاد اليوم بشكل لم يسبق له نظير في التراب الفرنسي، فالمواطنون الجزائريون يجري تقتيلهم وإلقاء القبض عليهم وترحيلهم لأنهم قاموا بمظاهرات سلمية، أعربوا فيها عن إرادتهم في تحرير بلادهم ومعارضتهم للتمييز العنصري الذي سلط عليهم | فدرالية جبهة التحرير الوطني في فرنسا |

#### الدعم المادي للفيدرالية
باعتبار فيدرالية فرنسا من أهم المنظمات التي شاركت في تحرير الوطن من الاحتلال الفرنسي، فقد ساهمت في دعم الثورة ماليا واقتصاديا، ذلك أن المهاجرين الجزائريين كانوا يشتغلون ويحصلون على مرتبات بانتظام، لذلك كان من السهل عليهم دفع جزء كبير من رواتبهم إلى الثورة التحرير. وتجدر الإشارة إلى أن هؤلاء العمال في المهجر كانوا يساهمون شهريا بــ 500 مليون فرنك فرنسي قديم، وهي قيمة اشتراكاتهم الشهرية التي كانوا يدفعونها لاتحادية (ج. ت. و) بفرنسا، والفيدرالية تشرف على جمع هذه الأموال من العمال وتقديمها كدعم مالي للثورة.
وفي سنة 1959م، حوّلت الفيدرالية اشتراكات العمال الجزائريين في المهجر إلى الحكومة المؤقتة بواسطة شخصيات متعاطفة مع الثورة الجزائرية.
والإحصائيات تشير إلى أن 80 % من ميزانية الحكومة المؤقتة كانت تأتي من الدعم المالي الذي كان يقدمه العمال المهاجرين إلى الثورة.
|         | المداخيل       | النفقات       |
| ------- | -------------- | ------------- |
| 1958    | 2.815.377.335  | 238.308.105   |
| 1959    | 5.071.919.925  | 645.668.399   |
| 1960    | 5.968.201.321  | 1.020.359.570 |
| 1961    | 2.578.269.997  | 469.825.337   |
| المجموع | 16.433.768.578 | 2.374.161.411 |

## وصلة خارجية
- فدرالية جبهة التحرير الوطني في فرنسا